# Joseph Lasalarié
Joseph Lasalarié, né le 11 mars 1893 à Marseille et mort le 5 juin 1957 dans la même ville, est un homme politique français.

## Biographie
Licencié en droit, Joseph Lasalarié s'engage dans l'armée française lors de la Première Guerre mondiale et reçoit la croix de guerre. Avocat au barreau, il est élu en 1931 conseiller général du canton de Roquevaire. Il est président du conseil général de 1946 à 1950, sénateur dans le groupe socialiste (SFIO) de 1948 à 1955 et président d'honneur de l'association des présidents de conseils généraux.
Il est élu, le 7 avril 1949, à l'académie des sciences, lettres et arts de Marseille, dans la section des Lettres, fauteuil numéro 19, succédant au dramaturge Pol d'Estoc et précédant l'historien local Paul de Laget.

## Détail des fonctions et des mandats
Mandat parlementaire
- 7 novembre 1948 - 18 juin 1955 : Sénateur des Bouches-du-Rhône